# Instituto Nacional de Estatística (Angola)
Das Instituto Nacional de Estatística (INE) ist die für öffentliche Statistikaufgaben zuständige Behörde von Angola. Es ist in der Rua Ho-Chi-Min in der Hauptstadt Luanda untergebracht, und José Calengi leitet als Generaldirektor das INE.
Das INE war unter anderem für die Durchführung der Volkszählung 2014 zuständig. Dies war die erste Volkszählung in Angola seit 1970, alle späteren Angaben zu Einwohnerzahlen beruhen auf Schätzungen und Hochrechnungen. Nach dem Portugiesischen Kolonialkrieg (1961–1975), der Unabhängigkeit Angolas 1975 und dem folgenden Angolanischen Bürgerkrieg (1975–2002) mit seinen zahlreichen Opfern und Vertreibungen sollte die Volkszählung 2014 erstmals verlässliche Daten zur genaueren Planung liefern.

## Geschichte
Nachdem die Portugiesische Kolonialmacht 1770 erstmals eine Volkszählung in Angola vornahm, wurden immer wieder die Bevölkerungszahlen in Angola nach Regierungsauftrag erfasst. Ab 1899 regelte ein Gesetz die regelmäßige Volkszählung alle zehn Jahre in den Kolonien, später jährlich. Diese „Allgemeine Bevölkerungserfassung“ (Recenseamento Geral da População) wurde bis 1938 durchgeführt. 1939 wurde die „Technische Abteilung für Statistiken“ (Repartição Técnica de Estatística Geral) geschaffen, die erstmals am 1. August 1940 und danach alle zehn Jahre umfassende Volkszählungen durchzuführen hatte. Sie stellte 1940 eine Bevölkerung von 3.738.010 Einwohnern in Angola fest (1950: 4.145.266, 1960: 4.840.719, 1970: 5.620.001).
Aus der zwischenzeitlich in „Abteilung für Volkszählung und Statistik“ (Repartição de Censos e Estatística) umbenannten Abteilung der portugiesischen Kolonialverwaltung ging 1964 die „Direktion für Handels- und Statistikdienste“ (Direcção dos Serviços do Comercio e Estatística) und kurz später die „Allgemeine Provinzdirektion für Handels- und Statistikdienste“ (Direcção Provincial dos Serviços de Economia Estatística Geral) hervor. Dies stand im Zusammenhang mit der Ablehnung der offiziellen Bezeichnung der portugiesischen Überseebesitzungen als Überseeprovinzen durch den UNO-Sicherheitsrat 1963. Mit dem Begriff wollte die Salazar-Diktatur die historischen Beziehungen Portugals zu seinen Kolonien zum Ausdruck bringen, die sie als Teil des Mutterlandes ansah, und die sie dadurch von der Entkolonialisierungswelle im übrigen Afrika fernzuhalten suchte.
Das portugiesische Estado Novo-Regime führte in dem Zusammenhang verschiedene Verwaltungsreformen durch, die in Anbetracht des weiter steigenden internationalen Drucks teils kosmetischer Natur waren. Sie wurden aber auch auf Grund des starken Wirtschaftswachstums Angolas in den 60er bis frühen 70er Jahren nötig. So stieg das Land in der Periode zu einem bedeutenden Öl-Exporteur und zum größten Kaffeeproduzenten Afrikas auf, und eine Einwanderungswelle vor allem aus Portugal setzte ein. Dies machte auch einen weiteren Umbau und Ausbau der statistischen Behörde nötig. 1967 entstand daher die „Direktion für Statistikdienste“ (Direcção dos Serviços de Estatística).
Nach der Unabhängigkeit 1975 und der Konsolidierung der MPLA-Regierung wurde 1983 das heutige „Nationale Statistikinstitut“ (Instituto Nacional de Estatística) geschaffen.
Zwischen 1983 und 1987 führte das INE seine erste Volkszählung durch, die jedoch nicht den Standards einer umfassenden Volkszählung entsprach und auf Grund des Bürgerkriegs nicht das gesamte Staatsgebiet sicher einzubeziehen vermochte. Somit wurde im Mai 2014 die erste umfassende Volkszählung des unabhängigen Angolas durchgeführt. Sie wurde als Censo 2014 durch das INE organisiert und publik gemacht, u. a. mit einer eigenen Website.

## Struktur und Aktivitäten
Das Instituto Nacional de Estatística wird von einem Director Geral (deutsch: Generaldirektor) geleitet. Ihm unterstehen 8 Hauptabteilungen und regionale Außenstellen.
Die Institution besitzt eine eigene Rechtspersönlichkeit und Rechtsfähigkeit, sie verfügt über administrative, finanzielle und technische Autonomie. Das INE besteht aus 8 Hauptabteilungen (Departamento), Stand 2023:
- Contas Nacionais e Coordenação Estatística
- Estatísticas Económicas e Financeiras
- Estatísticas Demograficas e Sociais
- Censos e Inquéritos
- Informação e Difusão
- Apoio e Direção Geral
- Recoursos Humanos e Administracao e Finanças
- Technologias de Informação

Zudem werden in den angolanischen Provinzen regionale Dienststellen unterhalten.

## Rechtsgrundlagen
Die wesentlichen Rechtsgrundlagen für statistische Erhebungen sind:
- Lei do Sistema Estatístico Nacional de Angola (Lei n.o 3/11, vom 14. Januar 2011)
- Estatuto orgânico do INE (Decreto Presidencial n.o 27/17)
- Regulamento das Transgressões Estatísticas (Decreto Presidencial n.o 138/17, vom 21. Juni 2017)